# Austral (position)
Pour les articles homonymes, voir Austral.
Austral, de la divinité romaine du vent du sud Auster, est un adjectif qualifiant ce qui se situe dans l'hémisphère sud. Il s'oppose à boréal, qualifiant ce qui se situe dans l'hémisphère nord.
Austral n'est pas synonyme de méridional, ce dernier qualifiant ce qui se situe au sud ; le premier indique une position absolue, tandis que le second une position relative.